# W350 프로젝트
W350 프로젝트는 일본 도쿄에 하는 프로젝트다.

## 같이 보기
- 목조 건축물 목록